# Baader-Befreiung
Als Baader-Befreiung wird die gewaltsame Befreiung Andreas Baaders aus der Haft am 14. Mai 1970 in West-Berlin bezeichnet. Sie gilt als Geburtsstunde der linksextremen Terrororganisation Rote Armee Fraktion (RAF).
Sie wurde von einer Gruppe um Baaders Partnerin Gudrun Ensslin und seinen Rechtsanwalt Horst Mahler geplant und von sechs Personen ausgeführt: Gudrun Ensslin, Irene Goergens, Ingrid Schubert, Astrid Proll, Ulrike Meinhof und einem unbekannten Mann. Irrtümlich der Beteiligung verdächtigt wurde anfangs Peter Homann; dem späteren Angeklagten Hans-Jürgen Bäcker konnte keine Beteiligung nachgewiesen werden.
Im Juni 1970 erschien in der Agit 883, einer in West-Berlin erscheinenden anarchistischen Zeitschrift, die erste öffentliche programmatische Erklärung der RAF, der Text „Die Rote Armee aufbauen!“, in dem die Gründung der Gruppe verkündet wurde.
Die Baader-Befreiung war die erste Straftat der später sogenannten „Rote Armee Fraktion“ mit Schusswaffen. Bei einem Schusswechsel mit Baaders Bewachern verletzte der unbekannte Beteiligte den Angestellten Georg Linke lebensgefährlich und zwei Polizisten leicht. Damit begann ein jahrzehntelanger Linksterrorismus in der Bundesrepublik. In der Konfrontation zwischen RAF und Staatsgewalt verloren bis zur Selbstauflösung der RAF 1998 über 60 Menschen ihr Leben.

## Hintergrund
Andreas Baader, Gudrun Ensslin und zwei weitere Täter waren für die Kaufhaus-Brandstiftungen am 2. April 1968 jeweils zu drei Jahren Zuchthaus verurteilt und im Juni 1969 – etwa 14 Monate nach der Verhaftung – vorläufig aus der Untersuchungshaft entlassen worden. Als die Urteile mit der Verwerfung der Revisionen im November 1969 rechtskräftig geworden und Gnadengesuche abgelehnt worden waren, tauchten Baader und Ensslin unter, zunächst im westeuropäischen Ausland, dann in West-Berlin. Dort wohnten sie für einige Wochen bei der Journalistin Ulrike Meinhof, die über ihren Prozess berichtet und sich im Sommer 1969 im Zuge der damaligen studentischen Heimkampagne mit ihnen angefreundet hatte.
Baader wurde am 4. April 1970 nach einem Hinweis eines V-Manns, Peter Urbach, bei einer fingierten Verkehrskontrolle in Berlin verhaftet und am 24. April aus der Untersuchungshaft in Moabit in die Haftanstalt Tegel verlegt. Seine Freunde planten daraufhin seine Befreiung, um dann eine eigene sozialrevolutionäre illegale Organisation aufzubauen, die eine Führungsrolle in der linksradikalen Szene einnehmen sollte. Ihr ideologisches Konzept entstand erst nach der Befreiungsaktion und weiteren Straftaten, darunter mehreren Raubüberfällen auf Banken und Waffendepots.
Seit Herbst 1968 war die Außerparlamentarische Opposition (APO) und ihre Hauptorganisation, der West-Berliner SDS, in verfeindete Fraktionen und eine Reihe von K-Gruppen zerfallen. Manche dieser Gruppen radikalisierten sich und diskutierten die Bildung einer illegalen, bewaffneten Kaderorganisation mit sozialrevolutionärem Anspruch, besonders seit dem Straffreiheitsgesetz vom Mai 1970, von dem die Kaufhausbrandstifter und Mahler ausgenommen waren. Dabei konnte sich die Gruppe um Baader nicht mit den Tupamaros West-Berlin um Dieter Kunzelmann einigen, die eine lose und dezentral organisierte Stadtguerilla nach dem Vorbild der lateinamerikanischen Tupamaros gründen wollten.

## Vorbereitungen
Da eine Befreiung direkt aus der Justizvollzugsanstalt Tegel unrealistisch war, beantragte Meinhofs Verleger Klaus Wagenbach Baaders „Ausführung zum Quellenstudium“ in das Deutsche Zentralinstitut für soziale Fragen in Berlin. Angeblich planten Meinhof und Baader ein Buch mit dem Arbeitstitel „Organisation randständiger Jugendlicher“. In dem Schreiben vom 10. Mai 1970 bat der Verleger um die Ausführung Baaders, um Zeitschriften einzusehen, die nicht in die Haftanstalt gebracht werden könnten. Eile sei geboten, denn das Buch solle bereits im Herbst erscheinen. Der Justizoberinspektor lehnte ab. Der Gefängnisdirektor der Justizvollzugsanstalt Tegel gab allerdings zwei Tage später nach einem Gespräch mit Baaders Anwalt Horst Mahler nach und stimmte einer einmaligen Ausführung für drei Stunden am 14. Mai zu.
In dem Berliner Lokal „Wolfschanze“ in der Charlottenburger Grolmanstraße kaufte die damals 19-jährige Irene Goergens, die Meinhof nahestand, für 1000 D-Mark eine Pistole vom Typ Beretta, Kaliber 6,35 mm, und einen Schalldämpfer. Weitere Waffen beschafften Astrid Proll und Ingrid Schubert.
In der Kantstraße in Charlottenburg wurde am 13. Mai von einem Gruppenmitglied ein Alfa Romeo Giulia Sprint gestohlen und mit falschen Kennzeichen versehen, der später zur Flucht benutzt wurde.
Goergens und Schubert besuchten am 13. Mai das Berliner Institut, spähten es aus und kündigten an, am nächsten Tag für Recherchearbeiten zum Thema „Möglichkeiten der Therapie krimineller Jugendlicher“ wiederzukommen. Auch Ulrike Meinhof erschien am 13. Mai im Institut und fragte nach, ob für den Baader-Termin alles vorbereitet sei.

## Verlauf
Am Donnerstag, dem 14. Mai 1970, gegen 9:45 Uhr wurde Andreas Baader in Handschellen von zwei Wachtmeistern in den Lesesaal des Institutes in der Bernadottestraße in Berlin-Dahlem gebracht. Ulrike Meinhof erwartete ihn dort. Im Raum befanden sich die beiden Justizbeamten, Baader, Meinhof und ein Institutsangestellter. Für etwa 75 Minuten saßen Baader und Meinhof an einem Tisch, tauschten Zeitschriften und machten Notizen.
In dieser Zeit betraten Goergens und Schubert das Gebäude. Ihnen wurde die Diele vor dem Lesesaal als Arbeitsraum zugewiesen. Gegen 11 Uhr öffneten sie die Eingangstür des Gebäudes für einen vermummten Mann. Noch in der Diele schoss dieser auf den Institutsangestellten Georg Linke und verletzte ihn lebensgefährlich durch einen Oberarmdurchschuss und Lebersteckschuss.
Goergens, Schubert und der Maskierte stürmten mit dem Ruf „Hände hoch, oder wir schießen“ in den Lesesaal, Schubert mit einer Pistole Reck P 8, Kaliber 6,35 mm und Goergens mit einem Kleinkalibergewehr Landmann-Preetz, Kaliber 22 mit abgesägtem Schaft, das zuvor in ihrer Aktentasche versteckt war. Die beiden Justizbeamten wehrten sich, in dem Handgemenge wurde von einem Justizbeamten und den Befreiern geschossen.
Nach Schüssen aus einer Tränengaspistole der Angreifer, die einen der Justizbeamten verletzten, gelang es allen Tätern, aus einem etwa anderthalb Meter über dem Erdboden liegenden Fenster zu springen und zu entkommen. Draußen liefen sie zu dem vorher abgestellten Alfa Romeo mit Astrid Proll am Steuer. Die Gruppe wechselte noch mehrfach die Fahrzeuge, verließ Berlin jedoch nicht. Die Polizei verlor die Spur der Gruppe.

## Folgen
Der 62-jährige Institutsangestellte Georg Linke war 14 Tage später außer Lebensgefahr und konnte am 8. Juli aus dem Krankenhaus entlassen werden. Der verletzte Justizhauptwachtmeister Günter Wetter blieb fünf Wochen im Krankenhaus.
In direkter Folge der Ereignisse setzte die ARD die Ausstrahlung des Meinhof-Films Bambule ab, die für den 24. Mai 1970 geplant war. Für Meinhof bedeutete die Tatbeteiligung und die Flucht den Sprung in die Illegalität. Sie wurde von der in linken Kreisen anerkannten Kolumnistin der Zeitschrift konkret zu einer steckbrieflich gesuchten Terroristin. Jahrzehnte später gaben die Tatbeteiligte Astrid Proll und andere an, dass sich Meinhof spontan den Flüchtenden angeschlossen habe, nachdem es zu einer Schießerei mit Verletzten gekommen war. Geplant sei gewesen, dass Meinhof sitzen bleibe und später, ohne selbst in die Illegalität zu gehen, über die Aktion berichten könne.
Am 6. Juni 1970 begründete die Gruppe die Tat in der Zeitschrift Agit 883 als Beginn eines „bewaffneten Kampfes“ zum Aufbau einer „Roten Armee“, um das „Subproletariat“ in der Bundesrepublik Deutschland zu befreien.
Kurz darauf begann die bundesweite Fahndung nach den mittlerweile etwa 50 Gruppenmitgliedern. Das Ereignis gilt als die Geburtsstunde der Rote Armee Fraktion.
Von nun an wurde nach der Gruppe und nicht mehr nach Einzeltätern gefahndet. Die ersten Fahndungsplakate trugen lediglich das Gesicht Ulrike Meinhofs, die somit dem größten Fahndungsdruck ausgesetzt war. Zwei Monate nach der Baader-Befreiung besuchten Mitglieder der Gruppe ein Camp der Fatah in Jordanien und ließen sich militärisch ausbilden. 1972 begann die Gruppe, Anschläge zu verüben.
Im April 1971 veröffentlichte die Gruppe das „Konzept Stadtguerilla“, in dem sie sich erstmals als „Rote Armee Fraktion“ bezeichnete. Strafverfolgungsbehörden und Medien nannten sie „Baader-Meinhof-Gruppe“ oder „Baader-Meinhof-Bande“.
In diesem Strategiepapier wird Stellung zu den Schüssen auf Georg Linke genommen; es heißt da:

„Die Frage, ob die Gefangenenbefreiung auch dann gemacht worden wäre, wenn wir gewußt hätten, daß ein Linke dabei angeschossen wird – sie ist uns oft genug gestellt worden – kann nur mit Nein beantwortet werden. Die Frage: was wäre gewesen, wenn, […] Mit ihr wollen Leute wissen, ob wir so brutalisiert sind, wie uns die Springerpresse darstellt.“

## Prozesse und Verurteilungen
Am 8. Oktober 1970 wurden Irene Goergens, Horst Mahler und Ingrid Schubert in Berlin festgenommen. Gegen sie begann, begleitet von strengen Sicherheitsvorkehrungen, am 1. März 1971 vor der 8. Großen Strafkammer des Schwurgerichts im Kriminalgericht Moabit der erste von zwei Prozessen, in denen die Baader-Befreiung verhandelt wurde. Den Vorsitz hatte Landgerichtsdirektor Friedrich Geus. Horst Mahler wurde von Otto Schily verteidigt, die beiden Frauen von Klaus Eschen und Hans-Christian Ströbele.
Die Hauptvorwürfe der Anklage gegen Goergens und Schubert waren gemeinschaftlich versuchter Mord und Gefangenenbefreiung und gegen Mahler Beihilfe zu diesen Straftaten. Der Erste Staatsanwalt Hans-Dieter Nagel beantragte für Horst Mahler und Ingrid Schubert je sechs Jahre Freiheitsstrafe und vier Jahre Jugendstrafe für Irene Goergens. Nach über 20 Prozesstagen wurde am 21. Mai 1971 das Urteil verkündet, das im Strafmaß bei Ingrid Schubert und Irene Goergens dem Antrag der Anklage folgte. Horst Mahler wurde freigesprochen, blieb aber wegen anderer Tatvorwürfe in Haft. Der Bundesgerichtshof hob das Urteil gegen Mahler später auf.
Der Prozess erregte auch Aufsehen, weil die Staatsanwälte in Beweisnot gegen Mahler den damals schon als Agent provocateur verdächtigten V-Mann des West-Berliner Verfassungsschutzes Peter Urbach kurz vor Prozessende als Belastungszeugen in den Prozess eingeführt hatten. Innensenator Kurt Neubauer hatte dabei Peter Urbach nur eine stark begrenzte Aussagegenehmigung über Vorgänge erteilt, die sich an drei bestimmten Tagen abspielten. Die Bitte des Vorsitzenden Richters Geus, die Aussagegenehmigung zu erweitern, wurde von dem Innensenator abgelehnt. Der Prozessbeobachter Gerhard Mauz schrieb dazu: „Dieser Zeuge belastet unbeschwert, kann jedoch der Beschwerde einer begrenzten Aussagegenehmigung […] halber stets dann nicht antworten, wenn ihm Fragen gestellt werden, deren Beantwortung ihn als Agent provocateur überführen könnte. […] West-Berlins Innensenator, Neubauer geheißen, hat schon im Herbst 1970 erklärt, Horst Mahler sei derart überführt, dass eine kapitale Bestrafung zu erwarten sei. Und wenn die Beweise nicht ausreichen sollten, dann werde man V-Männer ins Feld schicken.“
Der Vorgang führte zu öffentlicher Kritik und Rücktrittsforderungen. Neubauer stellte dazu fest, die Initiative sei nicht von ihm ausgegangen, sondern er habe einer Bitte der Staatsanwaltschaft entsprochen. Seine in der Presse zitierten Äußerungen vom Oktober 1970 seien „die Schlussfolgerung einer Journalistin aus unserem Gespräch“ und er habe nicht dementiert, weil er „die weitere Entwicklung nicht voraussehen konnte“. Er habe nicht in ein schwebendes Verfahren eingegriffen.